# Artabasdos
Artavasdos hay Artabasdos (tiếng Hy Lạp: Ἀρταύασδος hoặc Ἀρτάβασδος, từ tiếng Armenia: Արտավազդ, Artavazd, Ardavazt), Latin hóa thành Artabasdus, là một vị tướng Đông La Mã gốc Armenia đã chiếm giữ ngôi vị Hoàng đế Đông La Mã từ tháng 6 năm 741 hoặc 742 đến tháng 11 năm 743. Triều đại của ông đã tạo nên một sự tiếm quyền chống lại Konstantinos V vẫn giữ quyền kiểm soát một số thema (đơn vị hành chính Đông La Mã có từ thế kỷ 7) ở Tiểu Á.

## Nắm quyền
Khoảng năm 713, Hoàng đế Anastasios II đã bổ nhiệm Artabasdos người gốc Armenia làm thống đốc (strategos) Armeniac thema (Θέμα Άρμενιάκων, Thema Armeniakōn), người kế thừa quân đội Armenia, chiếm đóng các khu vực cũ của Pontus, Tiểu Armenia và miền Bắc Cappadocia, với thủ đô là Amasea. Sau khi Anastasios đại bại, Artabasdos đã thực hiện một thỏa thuận với đồng sự Leo, thống đốc Anatolic thema tiến hành lật đổ vị Hoàng đế mới Theodosios III. Thỏa thuận này được định đoạt bằng việc Artabasdos sẽ phải đính hôn với cô con gái của Leo là Anna và cuộc hôn nhân diễn ra sau khi Leo III lên ngôi vào tháng 3 năm 717.
Ít lâu sau ông được triều đình thăng làm kouropalates ("chức quan phụ trách cung đình") và trở thành viên chỉ huy (bá tước, komēs) Opsikion thema, trong khi vẫn giữ quyền kiểm soát bộ chỉ huy ban đầu của mình. Vào tháng 6 năm 741 hoặc 742, sau khi con của Leo III là Konstantinos V kế thừa ngôi vị, Artabasdos quyết tâm cướp ngôi và xua quân tấn công người em rể trong khi sau này vẫn vượt qua Tiểu Á để chống lại người Ả Rập trên biên giới phía đông. Nhân lúc Konstantinos trốn sang Amorium lánh nạn, Artabasdos đã chiếm được Constantinopolis nhờ vào sự ủng hộ của dân chúng và lên ngôi Hoàng đế.

## Triều đại
Công việc đầu tiên mà Artabasdos làm khi mới đăng quang là bãi bỏ chính sách tôn giáo chủ trương bài trừ thánh tượng của người tiền nhiệm và khôi phục Chính Thống giáo với một vài sự ủng hộ của giới chức sắc, trong đó có Giáo hoàng Zacharias. Ngay sau khi lên ngôi, Artabasdos đã tấn phong cho vợ mình là Augusta và thế tử Nikephoros là đồng hoàng đế, trong khi đưa người con khác là Niketas phụ trách quản lĩnh Armeniac thema. Nhưng trong khi Artabasdos cũng có thể dựa vào sự ủng hộ của các thema Thracia và Opsikion, thì Konstantinos lại bảo đảm sự ủng hộ từ các thema Anatolic và Thracesian dành cho ông.
Tuy nhiên cuộc đụng độ không thể tránh khỏi giữa hai bên đã xảy ra vào tháng 5 năm 743, khi Artabasdos dẫn đầu cuộc tấn công nhằm loại trừ Konstantinos nhưng thất bại. Sau đó cùng năm Konstantinos đánh bại Nicetas và vào ngày 2 tháng 11 năm 743, triều đại của Artabasdos đã kết thúc khi Konstantinos tiến quân vào Constantinopolis và bắt giữ đối thủ của mình. Hai cha con Artabasdos tuy được Konstantinos tha mạng nhưng vẫn bị chọc mù mắt công khai và tống khứ vào tu viện Chora ở vùng ngoại ô kinh thành Constantinopolis, không rõ sống chết ra sao.

## Gia đình
Với Hoàng hậu Anna, con gái của Hoàng đế Leo III, Artabasdos có tới chín người con gồm:
- Nikephoros, đồng hoàng đế từ năm 742 đến 743.
- Niketas, là strategos của Armeniac thema từ năm 742 đến 743.